# Stazione di Losa
La stazione di Losa è una fermata ferroviaria della ferrovia Torino-Ceres. Serve la frazione Losa del comune di Pessinetto, nella città metropolitana di Torino.
Precedemente gestita dal Gruppo Torinese Trasporti (GTT), dal 1 gennaio 2024 è gestita da Rete Ferroviaria Italiana (RFI).

## Storia
Fu costruita secondo il progetto dell'ing. Alberto Scotti nel 1915 ed è la versione ridotta delle 4 stazioni maggiori della tratta montana della linea, Lanzo, Germagnano, Pessinetto e Ceres.

## Impianti
La stazione è un edificio di due piani con tetto in legno a falde e copertura in lose. È in muratura di mattoni e cemento armato. Una pensilina in legno con copertura in lose è addossata alla costruzione. La stazione è dotata di un solo binario.

## Movimento
La stazione è servita dagli autobus sostitutivi della linea SFM A che comprono la tratta ferroviaria attualmente sospesa Germagnano-Ceres.

## Servizi
La stazione dispone di: 
- Servizi igienici